# Manuel Bayo Marín
Manuel Bayo Marín (Teruel, 1908-Zaragoza, 18 de diciembre de 1953) fue un ilustrador y humorista gráfico aragonés.
Fue contemporáneo de otros ilustradores aragoneses como Gazo, Teixi, Del Arco, Yus, Cardona, Rael, Mata, Marcial Buj Luna "Chas", etc. Realizó ilustraciones para publicidad, diseño gráfico, caricatura, ilustración de novela y cuento, portadas de publicaciones como Crónica, Cinegramas, Mundo Gráfico, Aragón : revista gráfica de cultura aragonesa, La Voz de Aragón, etc. Realizó una exposición en Teruel en el Casino Turolense en agosto de 1931. En 1930 obtuvo un accésit de 300 pesetas por un cartel donde representaba una pareja bailando la jota. En 1931 quedó finalista su propuesta de cartel para las fiestas de Pilar de Zaragoza. Ilustró el cartel de las fiestas de Pilar de 1945 y de 1945, después de ganar el concurso de carteles.